# 日本電信電話株式会社等に関する法律
日本電信電話株式会社等に関する法律（にほんでんしんでんわかぶしきがいしゃとうにかんするほうりつ、昭和59年法律第85号）は、日本電信電話（現・NTT）等に関する法律である。通称：NTT法。
総務省総合通信基盤局事業政策課が所管する。

## 概要

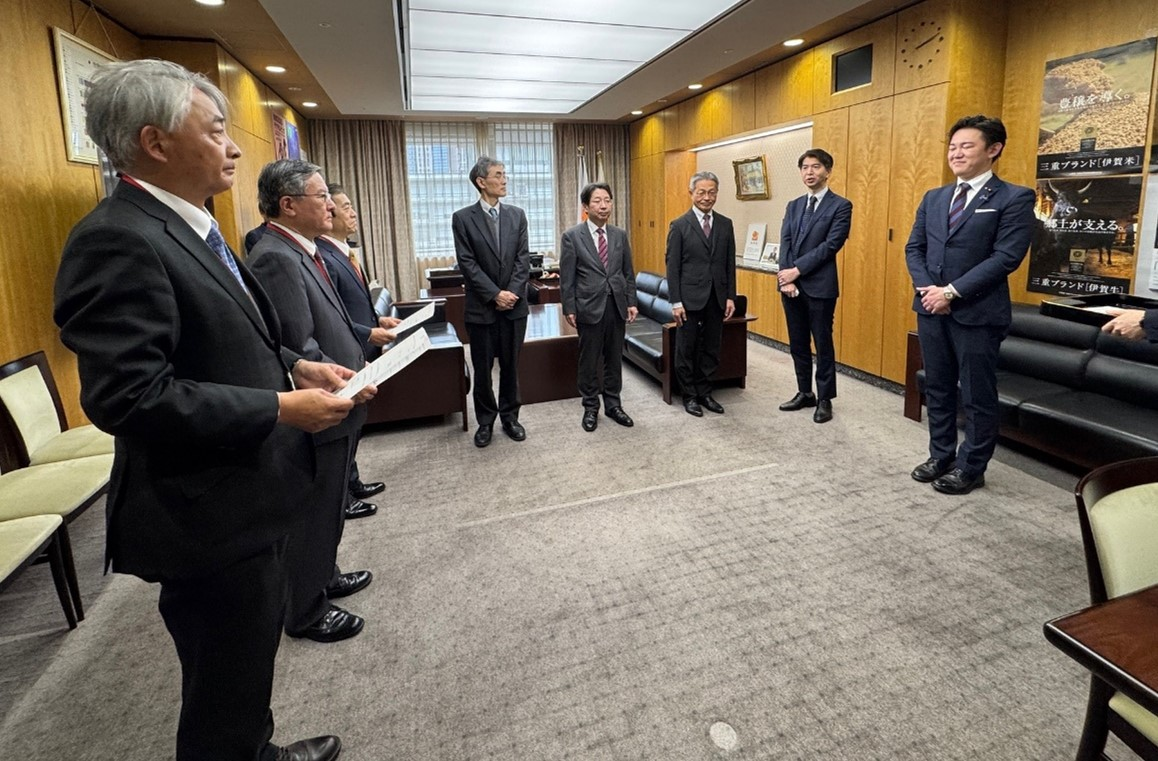
日本電信電話株式会社等の令和7年度事業計画の認可書交付式

日本電信電話公社（電電公社）の1985年（昭和60年）の民営化と、それに伴う通信自由化、ならびに公平かつ安定的な電気通信役務を果たすことを目的に「日本電信電話株式会社法」として制定された。本法附則第二条で、会社成立から5年以内に会社の在り方の検討を行うことが決められており、それに基いて1997年（平成9年）6月に、電信電話事業の分社化などを柱とした大幅な改正が行われ、現在の題名に改正された。
NTTが再編された1999年（平成11年）7月以降、NTTグループを統括する日本電信電話と、地域会社である東日本電信電話（NTT東日本）ならびに西日本電信電話（NTT西日本）の三社の活動について決められている。これら企業体は特殊会社であり、株式の取り扱いや事業計画の制定、役員の選任などに総務大臣の認可が求められること、賄賂他の罰則など、活動に一定の制約が設けられている。
2024年（令和6年）4月25日施行の改正により、同日以降、本法の示す「日本電信電話株式会社」の語は、「日本電信電話株式会社という名称の会社」を示すものではなくなった。すなわち改正後の本法によれば会社名が改正できることになっており（改正後の第8条）、これを踏まえて本法第1条の2にて「日本電信電話公社の権利及び義務を承継した会社」を「日本電信電話株式会社」と定義している。そのため、日本電信電話株式会社が会社名を変更したとしても、その「会社名の変更された会社」に対して本法上の「日本電信電話株式会社」として本法の適用がある。
このことはNTT東日本、NTT西日本についてもまた同様で、会社名の変更があっても引き続き本法の適用がある。